# Rostow Weliki

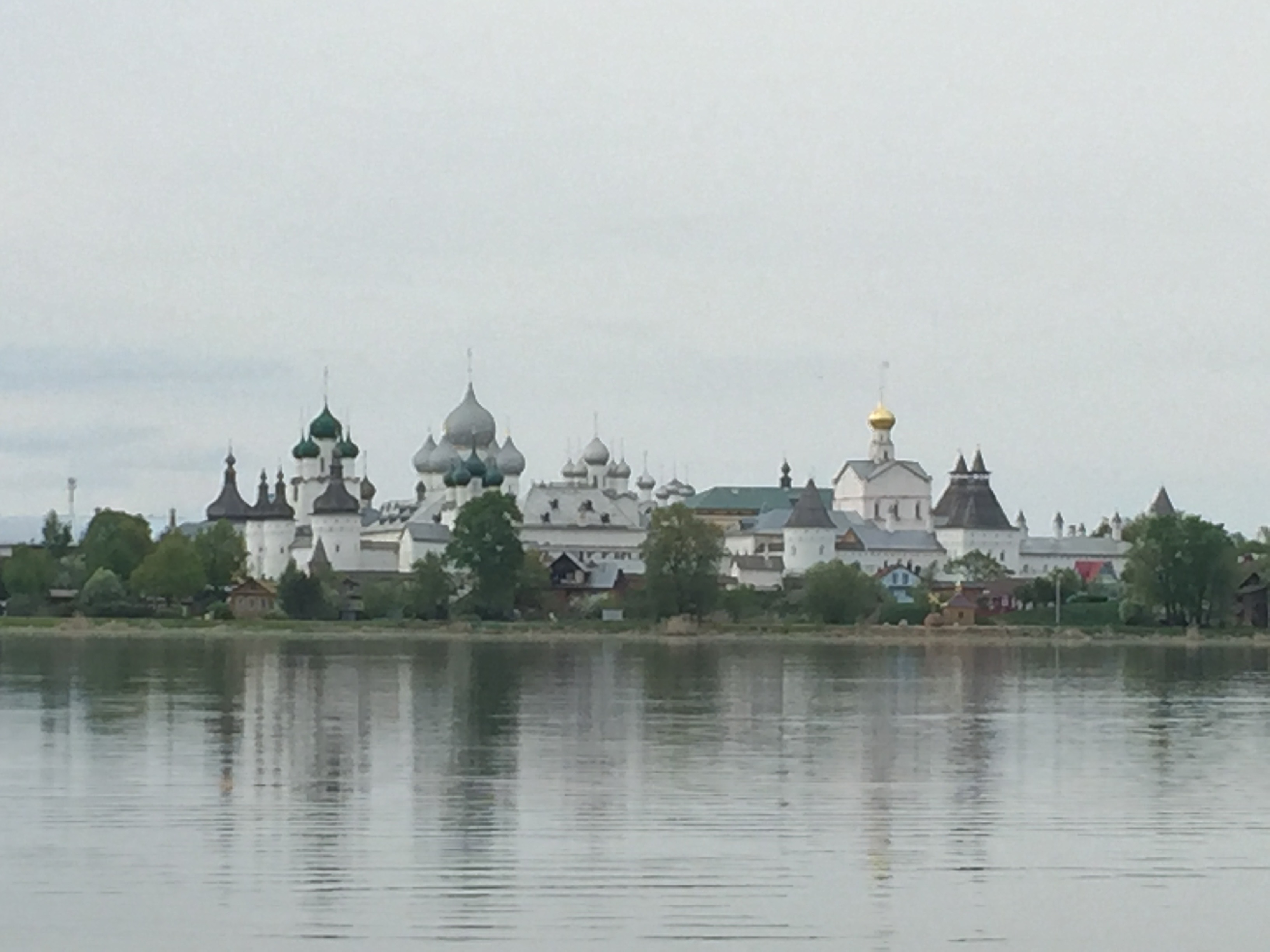
Rostow Weliki

Rostow Weliki (russisch Росто́в Вели́кий) ist eine russische Stadt in der Oblast Jaroslawl mit 31.792 Einwohnern (Stand 14. Oktober 2010), ca. 225 km nordöstlich von Moskau an der Bahnstrecke Moskau–Jaroslawl, die seit den 1930er Jahren auch von Zügen der Transsibirischen Eisenbahn befahren wird. Rostow Weliki liegt am Nerosee und wird deshalb in Abgrenzung zu Rostow am Don gelegentlich Rostow am Nerosee oder wegen seiner Nähe zur Großstadt Jaroslawl Rostow Jaroslawski („Jaroslawler Rostow“) genannt. Es gehört zum Goldenen Ring Russlands und ist ein bedeutendes Touristikzentrum. Bis zum 18. Jahrhundert hieß die Stadt Rostow Weliki, was so viel wie „Groß-Rostow“ bedeutet. Seit dem 8. Januar 2025 ist dieser Name wieder offiziell.

## Geschichte

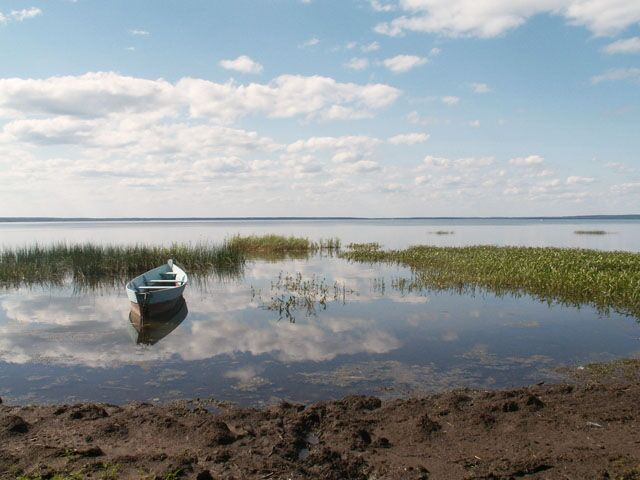
Der Nerosee bei Rostow Weliki

Rostow Weliki ist eine der ältesten russischen Städte, in der Nestorchronik wird sie das erste Mal für das Jahr 862 erwähnt. Um 988 wurde sie Sitz eines selbstständigen Teilfürstentums unter Jaroslaw dem Weisen. 991 entstand hier eine der ersten Eparchien (Bistum) der Kiewer Rus. Der 1015 ermordete Rostower Fürst Boris wurde der erste Heilige der russisch-orthodoxen Kirche.
1113 wurde Rostow wieder Sitz eines Fürstentums unter Juri Dolgoruki. 1125 verlegte er den Herrschaftssitz nach Susdal, um sich dem Einfluss der Bojaren der Stadt zu entziehen.
Von 1207 bis 1219 war die Stadt noch einmal Zentrum eines Fürstentums unter Konstantin Wsewolodowitsch. Zu diesem Zeitpunkt war es eine dicht besiedelte Stadt mit Fürstenhof, Bojarensitzen und Bürgerwehr. Kaufleute und Handwerker bildeten die Mehrheit der Bevölkerung.
1238 wurde die Stadt im Zuge des Mongoleneinfalls zerstört.
1474 erwarb Großfürst Iwan III. Rostow für das Großfürstentum Moskau, wodurch die Stadt ihre politische Relevanz verlor, ihre Bedeutung in kultureller, architektonischer und religiöser Hinsicht in den folgenden Jahrhunderten jedoch wuchs. Seit dem 18. Jahrhundert jährlich stattfindende Jahrmärkte und die Gründung von Textilmanufakturen im 19. Jahrhundert bestimmten die wirtschaftliche Entwicklung Rostows.

## Bevölkerungsentwicklung
| Jahr | Einwohner |
| ---- | --------- |
| 1897 | 13.715    |
| 1939 | 29.808    |
| 1959 | 29.230    |
| 1970 | 30.815    |
| 1979 | 31.538    |
| 1989 | 35.707    |
| 2002 | 34.141    |
| 2010 | 31.792    |

Anmerkung: Volkszählungsdaten

## Sehenswürdigkeiten

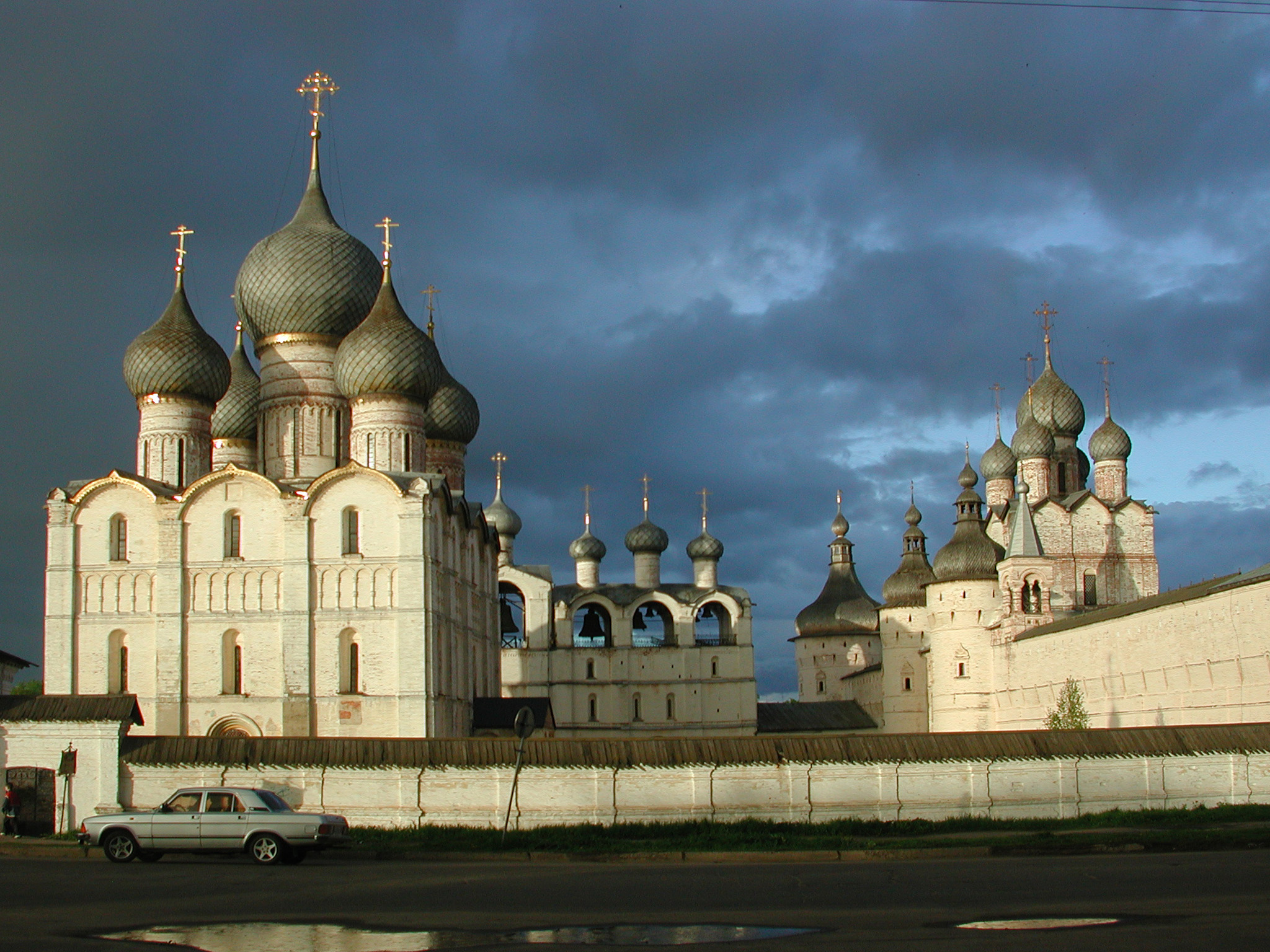
Der Kreml von Rostow Weliki

Die Stadt hat eine Vielzahl von architektonischen Attraktionen, zu denen der Kreml mit der Uspenski-Kathedrale und vielen anderen Kirchen sowie das Fürstenpalais, ein herausragendes Beispiel profaner Architektur, gehören. Besondere Aufmerksamkeit verdient das weltberühmte Große Geläut im Kreml, welches Hector Berlioz 1869 besuchte, um die verschiedenen Melodien des Geläuts, für die die Rostower Glöckner weltberühmt waren, mit eigenen Ohren zu erleben.
Weiterhin sind die Arkaden in der Altstadt sowie das Erlöser-Jakob-Kloster vor der Stadt hervorzuheben, das altrussische und sehr prächtige klassizistische Architektur aufweist. Außerdem gibt es um die Stadt mehrere Klöster wie das Abraham-Kloster und das berühmte Boris-und-Gleb-Kloster.

## Wirtschaft
Die Hauptwirtschaftszweige sind Anlagenbau, Textilindustrie, Lebensmittelindustrie, Kunsthandwerk und Ackerbau.

## Söhne und Töchter der Stadt

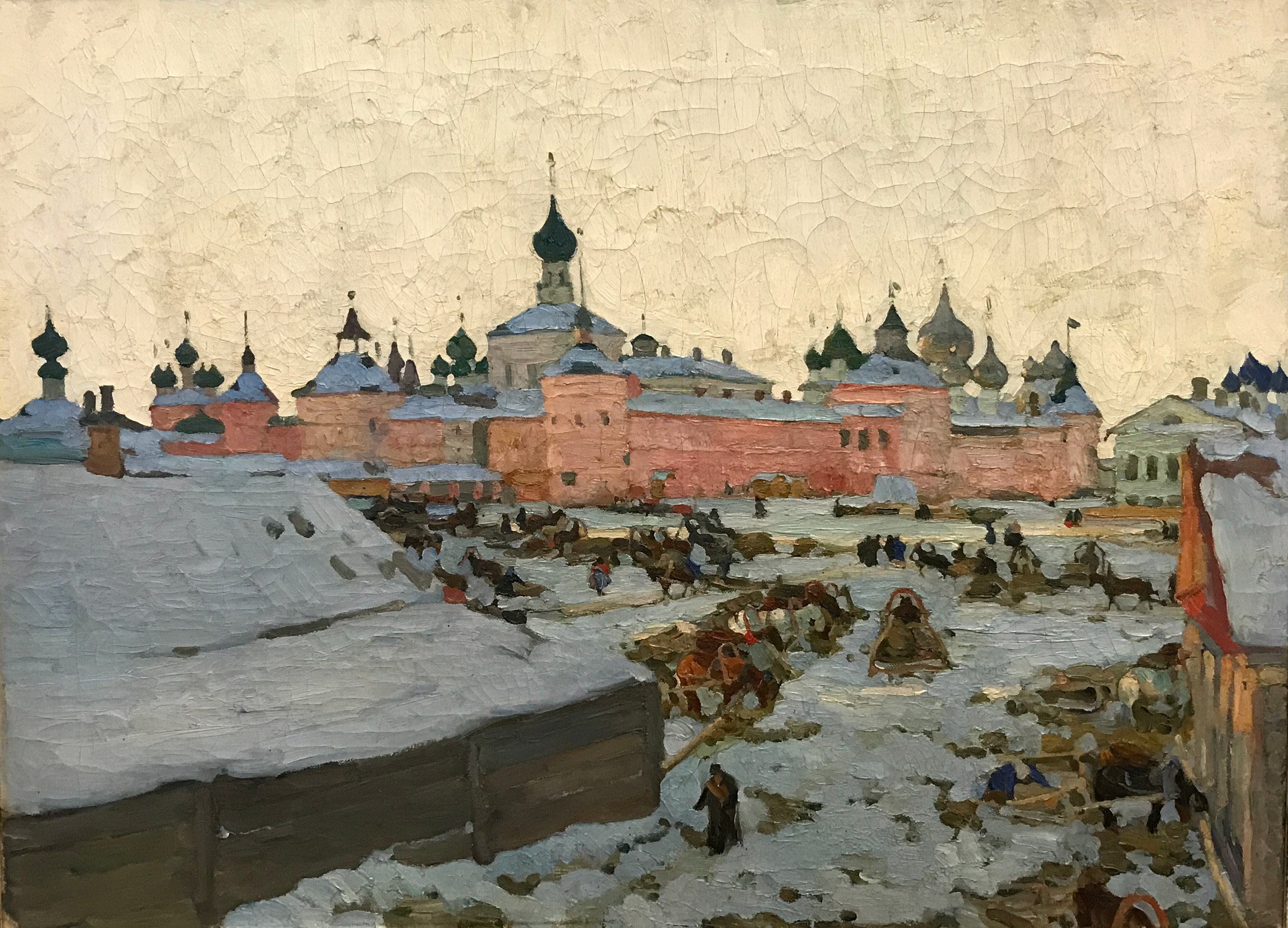
Winter in Rostow (1906), Konstantin Juon

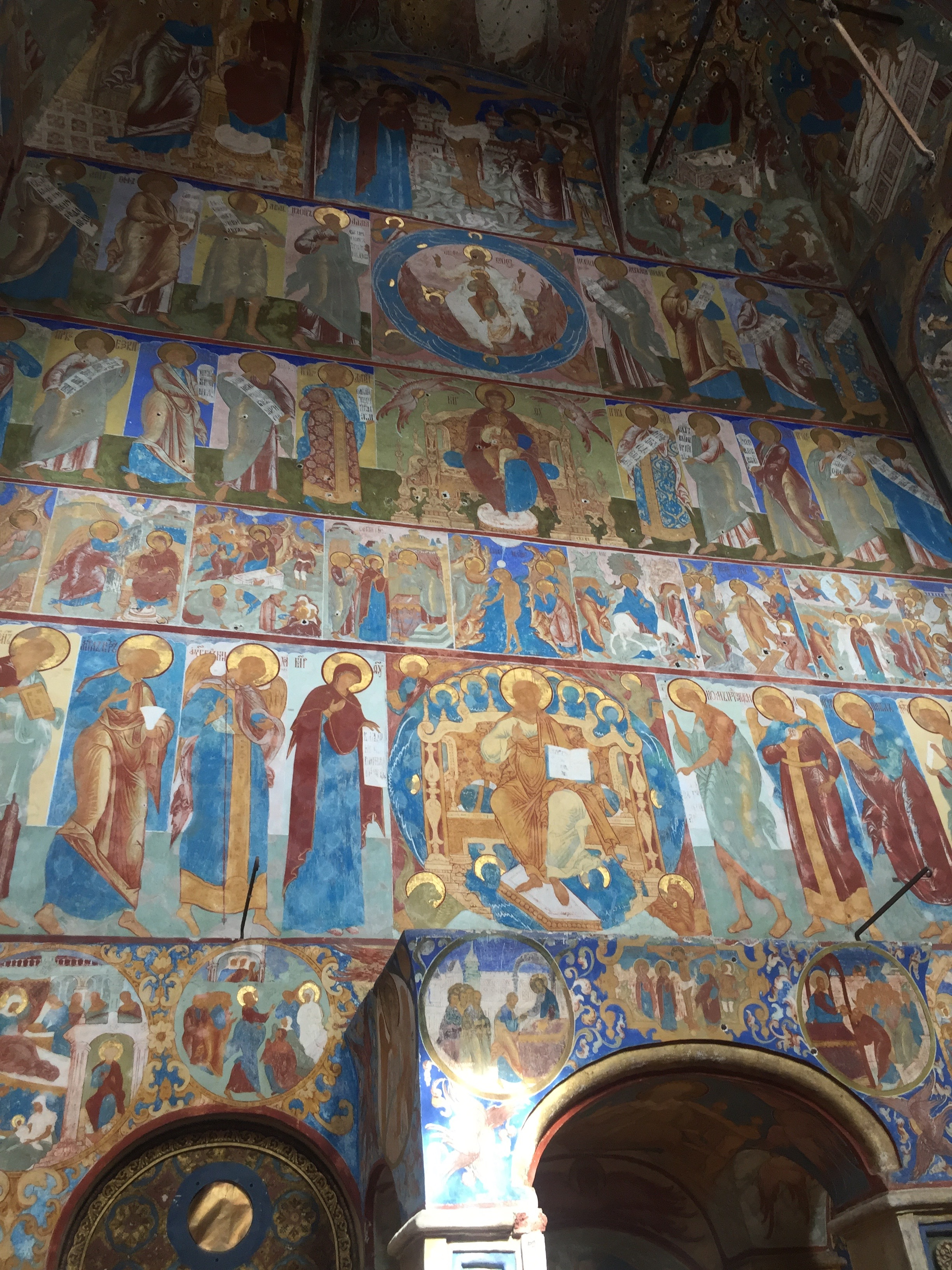
Fresko in der Auferstehungskirche des Rostower Kremls

- Jaroslaw der Weise (979/986–1054), erster Fürst von Rostow (um 988-um 1010)
- Boris (um 986–1015), Fürst von Rostow (um 1010–1015), erster Heiliger der russisch-orthodoxen Kirche
- Sergius von Radonesch (um 1319–1392), in Russland verehrter Heiliger und Gründer des Dreifaltigkeitsklosters in Sergijew Possad
- Dimitri Tuptalo (1651–1709), Metropolit von Rostow
- Alexander Titow (1878–1961), Chemiker und Unternehmer
- Vera Weizmann (1881–1966), Gattin von Chaim Weizmann, Ärztin und zionistische Aktivistin
- Michail Wolozkoi (1893–1944), Genetiker
- Andrei Jepifanow (1900–1985), Grafiker
- Juri Bilibin (1901–1952), Geologe
- Nina Gurina (1909–1990), Prähistorikerin
- Igor Gruschko (1912–1941), Mathematiker
- Wiktor Dombrowski (1913–1972), Astronom und Astrophysiker
- Nikolai Alexejew (1914–1980), sowjetischer Militär, Marschall der Nachrichtentruppe
- Nikolai Rykunin (1915–2009), Schauspieler
- Lew Naumow (1925–2005), Pianist
- Juri Bubnow (* 1934), Chemiker
- Alexander Melnik (* 1952), Historiker
- Alexander Frautschi (1954–2008), klassischer Gitarrist
- Irina Lebedewa (* 1956), Kunstwissenschaftlerin
- Evgeny Ring (* 1987), Jazzmusiker
- Olena Krywyzka (* 1987), ukrainische Degenfechterin